# Nationalpark Hossa
Der Nationalpark Hossa, originalsprachlich Hossan kansallispuisto (finnisch) und Hossa nationalpark (schwedisch), ist ein Nationalpark westlich der Siedlung Hossa im nördlichen Teil der Gemeinde Suomussalmi in Finnland. Er ist der 40. Nationalpark Finnlands.
Der Nationalpark, der aus Anlass des 100-jährigen Bestehens des unabhängigen Staates Finnland errichtet wurde, wurde am 17. Juni 2017 durch den Präsidenten der Republik Finnland Sauli Niinistö eröffnet.

## Geschichte
Die Errichtung eines neuen Nationalparks war eines der wichtigsten Projekte des Ministerpräsidenten Juha Sipilä. Als Nationalpark des Jahres wurde der Naturpark Hossa gewählt, weil Suomussalmi zu Beginn des unabhängigen Finnlands eine wichtige Rolle spielte.
Vor der Gründung des Nationalparks war Hossa ein staatliches Wandergebiet. Hossa hat viele Seen und gute Angelmöglichkeiten, hier sind eine Reihe von Tourismusunternehmen vorhanden. Das Wandergebiet wurde 1979 mit einer Gesamtfläche von 90 km² gegründet. Wie andere von der staatlichen Forstverwaltung (finnisch Metsähallitus) unterhaltene Gebiete war Hossa kein echtes Naturschutzgebiet. Obwohl es zu Natura 2000 gehört, wurde etwa ein Drittel seiner Wälder von Metsähallitus gefällt. Im Dezember 2011 lösten ausgedehnte Abholzungspläne im Südwesten von Hossa den Widerstand durch Touristen- und Naturschutzorganisationen in der Region hervor.
Im Januar 2016 wurden Hossa, Moilasenvaara und Julma-Ölkky für die Nominierung als Nationalpark aus Anlass des 100-jährigen Jubiläums von Finnland präsentiert. Der Grund für die Wahl dieser Region war unter anderem, dass dieser Landstrich in der Geschichte große Bedeutung für die Unabhängigkeit Finnlands hatte sowie die Tatsache, dass bereits Freizeit- und Campingeinrichtungen vorhanden sind, die Wirtschaft und Beschäftigung der Region sichern. Der Nationalpark-Status soll daher den Tourismus in der Region verstärken.

## Natur
Der Nationalpark umfasst eine Fläche von rund 11.000 Hektar, die im staatlichen Besitz sind. Den Kern des Nationalparks bildet der etwa 9000 Hektar große Hossa-Naturpark, dazu kommen Teile des Kalevala Parks sowie der fennoskandischen grünen Zone (finnisch Fennoskandian vihreä vyöhyke).
Das Gebiet von Hossa ist geprägt durch kleine klare Flüsse und rund 130 Seen, ergänzt durch Moorgebiete. Die Wälder sind überwiegend Kiefernwälder, in denen Preiselbeeren und Blaubeeren sowie Pilze wachsen.
Moilasenvaara hingegen ist von Urwald geprägt, der einen besonderen Schutzwert hat. Julma-Ölkky mit dem größten Canyon-See Finnlands mit seinen Steilwänden ist ein beeindruckendes, zwei Mrd. Jahre altes Naturdenkmal. Seine Länge beträgt etwa drei Kilometer, die Breite an der schmalsten Stelle etwa 10 m, seine Tiefe 50 m und die Höhe der Klippen am höchsten Punkt etwa 50 m. An senkrechten Felswänden finden sich farbige Mensch- und Tierfiguren aus alten Zeit.
Es gibt viele Rentiere und Rehe in der Gegend, vereinzelt auch Bären.

## Wegenetz

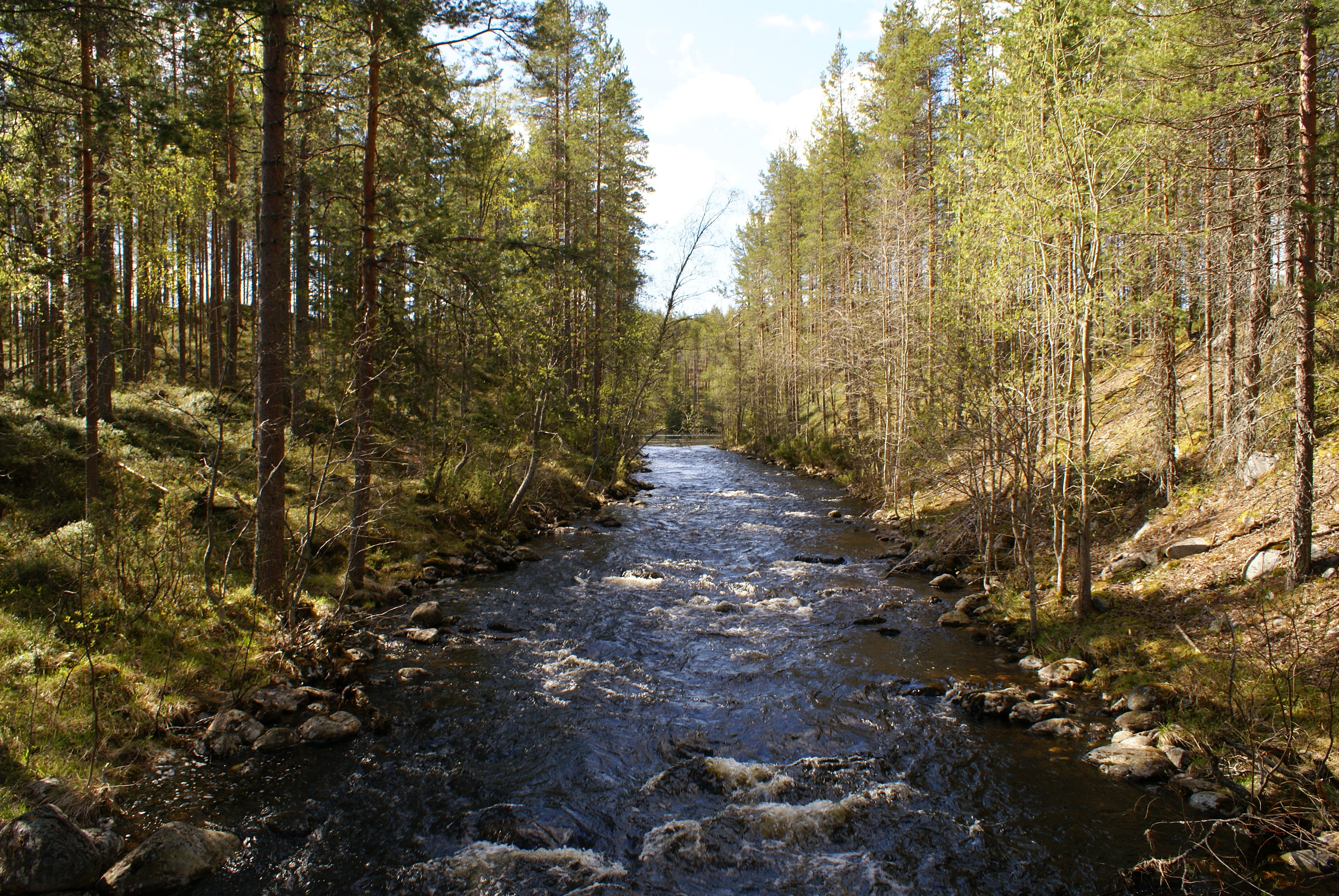
Huosivirta

Im Park wurden rund 90 Kilometer Wanderwege markiert, die an den Fluss- und Seeufern verlaufen. Diese bilden Schleifen, die durch verschiedenfarbige Markierungen getrennt sind. In der Nähe des Besucherzentrums befindet sich ein drei Kilometer langer Naturlehrpfad, der Natur, Geschichte und Kultur präsentiert. Es gibt ferner vier Mountainbike-Strecken  sowie drei Wege, die mit Rollstühlen befahren werden können. Der nach Präsident Urho Kaleva Kekkonen benannte nationale UKK-Wanderweg führt durch den Park bis nach Kylmäluoma.
Von der Staatsstraße 5 aus kann Peranga über den 9,5 km langen Verbindungsweg erreicht werden. Von der nordwestlichen Ecke des Wandergebiets beim See Somerjärvi führt eine 30 km lange Verbindungsroute zum Wandergebiet Kylmäluoma. Auf der Strecke muss der Irnijärvi überquert werden, über den Transporte mit Booten organisiert werden. Der Ort Hossa ist Endpunkt des 160 km langen Ostgrenzenwanderweges (finnisch Itärajan retkeilyreitin) von Vartius.
Hossa bietet gute Angelmöglichkeiten, die Seen eignen sich zum Paddeln und Rudern und die Stromschnellen sind relativ einfach.

## Touristenzentrum

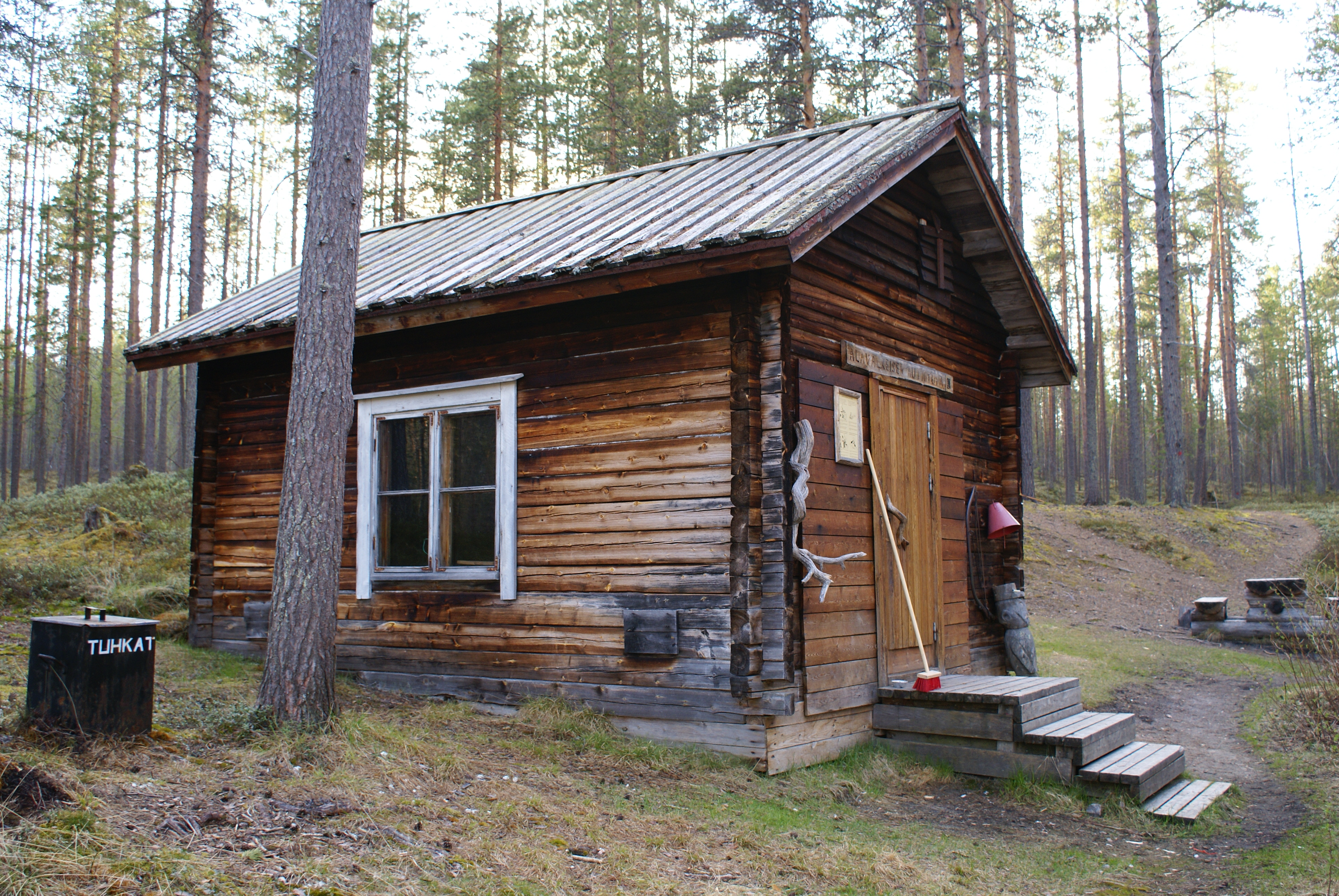
Schutzhütte Ala-Valkeinen

Für Touristen gibt es als Anlaufstelle ein Besucherzentrum. Neben einer Beratungsstelle verfügt das Zentrum über ein Café-Restaurant, einen Ausstellungsbereich sowie einen Laden mit Souvenirs und Grundnahrungsmitteln. Das Zentrum betreibt ferner den Campingplatz Karhunkainalon, wo Ausrüstung zum Angeln und Jagen, Motorschlitten, Boote, Fahrräder sowie Camping-Ausrüstung verkauft und verliehen werden.
Der Hossa-Nationalpark hat insgesamt 14 offene Schleppdachhäuser und fünf Schutzhütten. An bestimmten Stellen können Zelte aufgebaut werden.

## Sehenswürdigkeiten

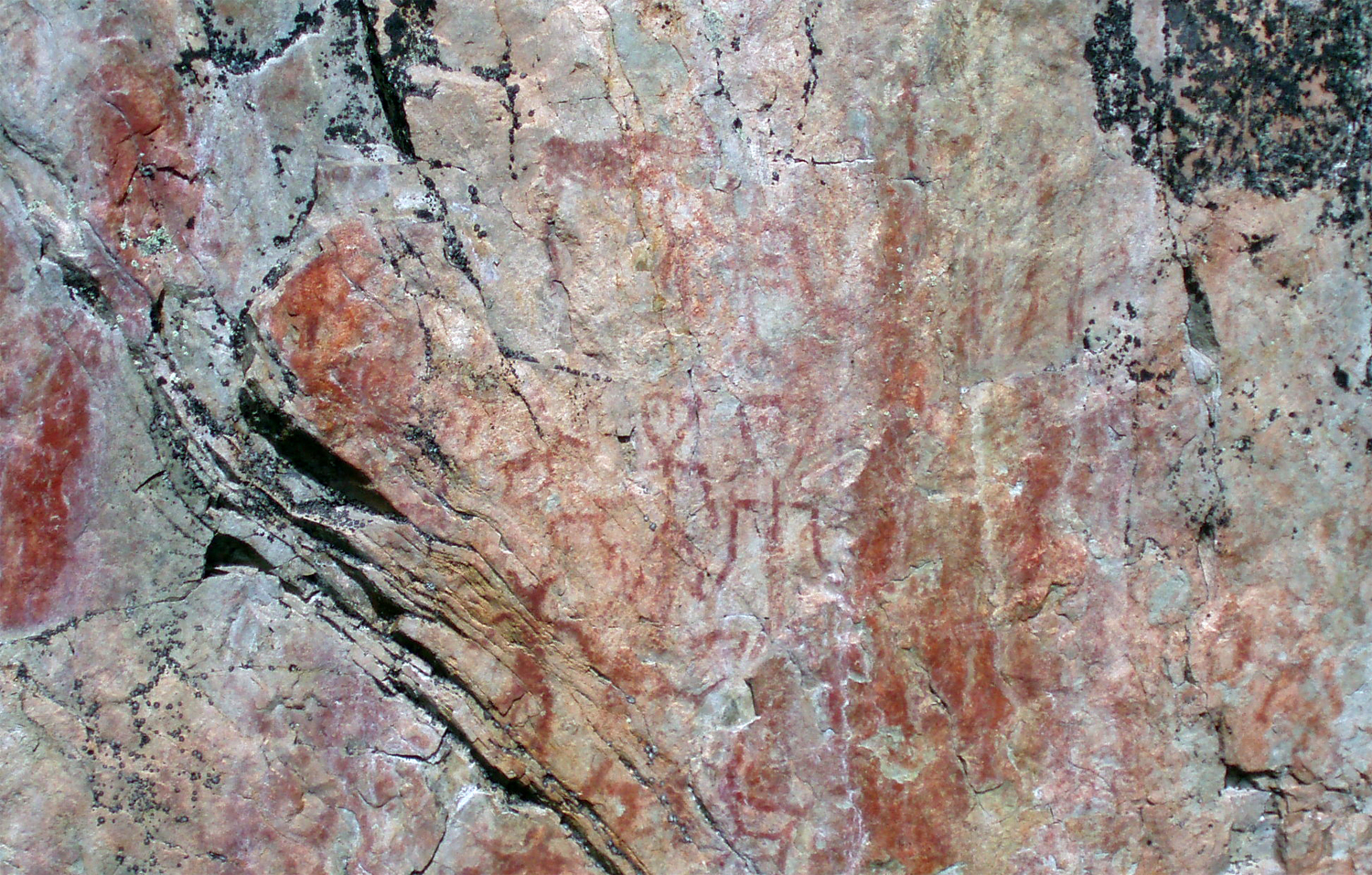
Felsbild in Värikallio

Das Felsbild von Värikallio befindet sich in Kainuu. Die Felsmalerei ist die drittgrößte Figur Finnlands und wurde vermutlich in der Steinzeit gemalt. Das Gemälde wurde 1977 von Juha Rossi und Leena Mäkelä in der fast unbewohnten Gegend gefunden.
In der Umgebung gibt es Rentierherden, Lisää Lounatkoskesta ist eine alte, betriebsfähige Wassermühle.